# RMS Etruria
RMS Etruria var ett oceangående passagerarfartyg som sjösattes 25 juni 1884 för Cunard Lines och seglade på Nordatlanten åren 1884-1910. Fartyget gjorde sin jungfruresa 1885 och på nästa resa från Liverpool till New York satte Etruria hastighetsrekord och erövrade Atlantens blå band, genomsnittsfart 18,73 knop.

## Beskrivning
Etruria hade sex samverkande kompoundångmaskiner som drev en propeller. Hon var den sista oceanångaren med tre stålmaster fullt riggade. Segel kunde hissas vid akterlig vind och i reserv för framdrivning.

## Historia
I början av 1885 hotade Kejsardömet Ryssland att invadera Afghanistan. Det engelska Amiralitetet rekvirerade Etruria innan hon sattes in i atlanttrafiken.
Historiska händelser med Etruria:
- 1885 april – Etruria gör den snabbaste resan över Atlanten, genomsnittsfart 18,73 knop.
- 1885 september – Fartyget kolliderar med lastfartyget Canada i New Yorks hamn
- 1897 – Fartyger räddade besättningen från det förlista fartyget SS Milfield 100 nautiska mil väster om Fastnet Rock.
- 1901 – Etruria utrustades med radiotelegrafi.
- 1902 – Propelleraxeln bröts och seglen kom till användning. Oceanångaren William Cliff kom till undsättning och kunde bogsera Etruria till Horta på Azorerna.
- 1903 – Fartyget träffades av en 15 meter hög monstervåg och en del av bryggan förstördes och en passagerare dog.
- 1908 – Fartyget skadades än en gång och lades upp och avrustades.
- 1910 – Etruria såldes till ett företag för upphuggning.